# Martha Schwartz (Widerstandshelferin)

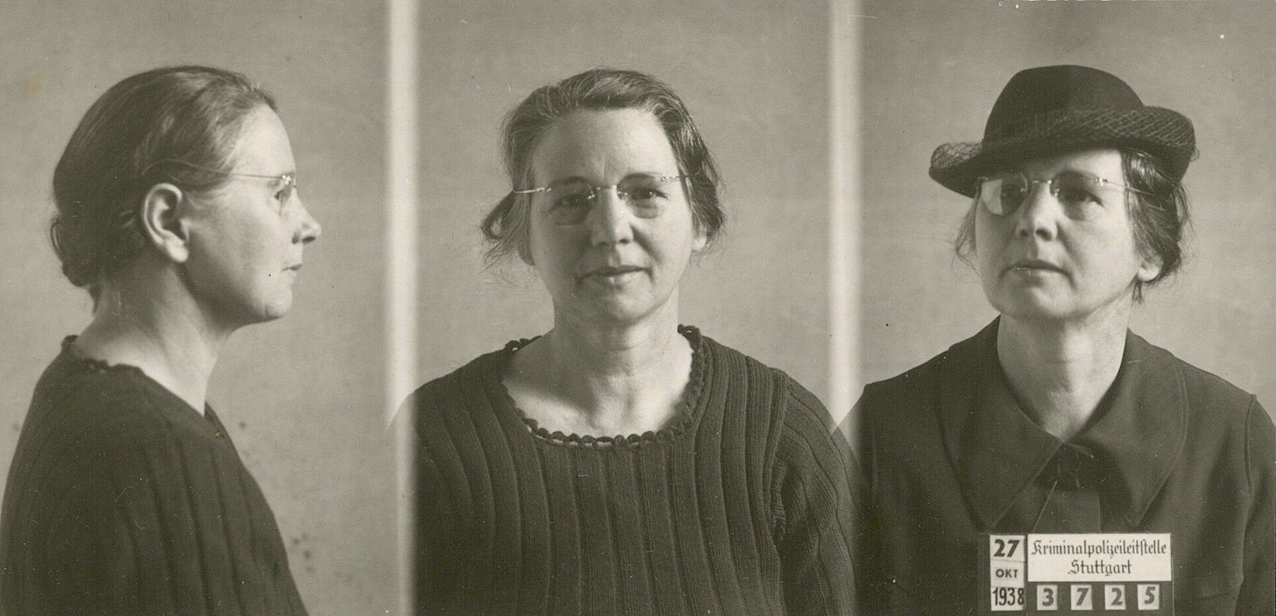
Martha Schwartz, 1938 Verhaftungsbild

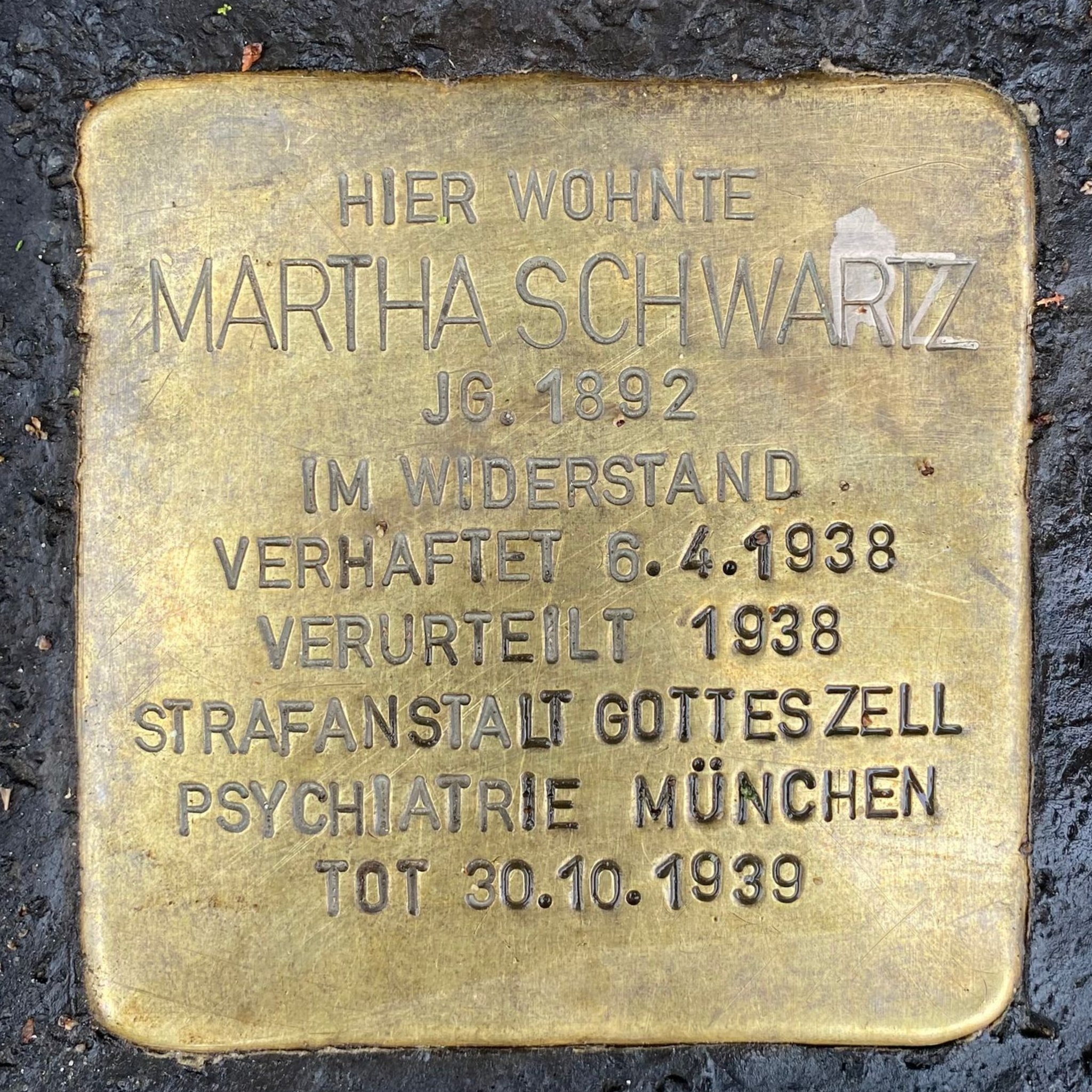
Stolperstein für Martha Schwartz, Fröschgasse 15

Martha Schwartz, geb. Grieder (* 23. August 1892 in Basel; † 30. Oktober 1939 in München) war eine Schweizer Kommunistin und Widerstandshelferin. Sie wurde in Basel geboren und verbrachte ihr Leben damit, für soziale Gerechtigkeit und politische Freiheit zu kämpfen. Als Mitglied der Kommunistischen Partei engagierte sie sich aktiv gegen die aufkommende Hitler-Diktatur und unterstützte deutsche Antifaschisten.

## Leben und Ehe
Martha Grieder wurde am 23. August 1892 als eines von neun Kindern in Basel geboren. Sie wuchs in ihrem Bürgerort Rünenberg bei ihren Grosseltern auf. Als sie 16 Jahre alt wurde, kehrte sie zurück nach Basel, wo sie zunächst in einer Seidenfabrik und anschliessend als Dienstmädchen und Küchenangestelte arbeitete. Im Alter von zwanzig Jahren heiratete sie Josef Schwartz, einen Halbwaisen, der später bei den Basler Verkehrsbetrieben arbeitete. Die Ehe brachte vier Kinder hervor, von denen 1938 zwei noch im elterlichen Zuhause lebten. Die Familie lebte seit knapp fünfzehn Jahren in einer Parterrewohnung an der Fröschgasse 15.

## Politisches Engagement
Martha und Josef Schwartz engagierten sich politisch und waren Mitglieder der Kommunistischen Partei der Schweiz. Nach der Machtübernahme Hitlers in Deutschland im Jahr 1933 unterstützten sie deutsche Genossen und boten ihnen Unterschlupf, darunter vermutlich auch den Antifaschisten Karl Wagner. Martha und Josef Schwartz unterstützten die KPD-Kader, die in den Nachbarländern sogenannte Abschnittsleitungen aufbauten, um Flugblätter und Zeitungen herzustellen und sie ins Deutsche Reich einzuschleusen. Martha war Teil eines Netzwerks von Aktivisten, die sich der Verbreitung von antifaschistischem Material verschrieben hatten und versuchten, die deutsche Bevölkerung über die Gefahren des Naziregimes aufzuklären. Ihr politisches Engagement brachte sie jedoch auch in Konflikt mit den Schweizer Behörden, die politische Aktivitäten von Ausländern streng überwachten und unterdrückten. Am 6. April 1938 wurde sie bei dem Versuch, Flugzettel gegen den Anschluss Österreichs an das Deutsche Reich zu verteilen, in Lörrach verhaftet.

## Haft und Tod
Martha Schwartz wurde wegen Vorbereitung zum Hochverrat angeklagt und am 16. September 1938 zu zwei Jahren Gefängnis verurteilt. Sie trat ihre Haftstrafe am 4. Oktober 1938 in der Strafanstalt Gotteszell in Schwäbisch Gmünd an. Trotz besorgniserregenden Nachrichten über ihren Gesundheitszustand verzögerte der Schweizer Bundesrat Giuseppe Motta das Stellen eines Gnadengesuchs.
Am 30. Oktober 1939 starb Martha Schwartz in der Psychiatrischen Universitätsklinik in München unter umstrittenen Umständen. Ihre Todesursache wurde offiziell als Lungenentzündung mit anschliessender Kreislaufschwäche angegeben. Ihr Leichnam wurde obduziert, jedoch wurde dem Wunsch der Familie nach einer Bestattung in Basel nicht entsprochen.

## Nachwirkung
Martha Schwartz’ Leben und Engagement wurden in einem Nachruf in der KPS-Zeitung Freiheit gewürdigt. Ihr Tod hatte auch schwerwiegende Auswirkungen auf ihren Ehemann Josef Schwartz, der dem Alkohol verfiel und im Jahr 1944 verstarb. Die Kinder erhielten 1956 eine Entschädigung von 20'000 Franken aus deutschen Zahlungen.

## Ehrung
Am 25. Oktober 2023 wurde durch den Verein Stolpersteine Schweiz ein Stolperstein an der Fröschgasse 15 in Basel gesetzt.

## Hörspiel
- 1938 – Die Grenzgeherin Martha Schwartz (Hörspiel von Raju Schwarz und Ursula Werdenberg, Dramaturgie: Nora Osagiobare, Regie: Päivi Stalder 2024, produziert vom SRF, gesendet in Radio SRF 1)